# Kwame Steede
Kwame Steede (ur. 4 lipca 1980) – bermudzki piłkarz występujący na pozycji pomocnika, obecnie zawodnik Bermuda Hogges.

## Kariera klubowa
Steede rozpoczynał swoją karierę piłkarską w zespole Devonshire Cougars, gdzie szybko wywalczył sobie miejsce w pierwszym składzie i został podstawowym graczem drużyny. Już w debiutanckim sezonie, 2003/2004, wywalczył z nim wicemistrzostwo Bermudów, natomiast w kolejnych rozgrywkach, 2004/2005, osiągnął tytuł mistrzowski. Drugi z wymienionych sukcesów powtórzył również w sezonie 2006/2007, po czym przeszedł do Bermuda Hogges, występującego w trzeciej lidze amerykańskiej – USL Second Division. Tam spędził rok bez większych sukcesów, natomiast w 2008 roku powrócił do Devonshire Cougars i w rozgrywkach 2007/2008 został królem strzelców ligi bermudzkiej z piętnastoma bramkami na koncie.
Rok później, w sezonie 2008/2009, Steede już po raz trzeci zdobył z Cougars mistrzostwo Bermudów, a podczas rozgrywek 2010/2011 drugi raz został najskuteczniejszym zawodnikiem ligi, tym razem zdobywając trzynaście goli. Latem 2011 ponownie został piłkarzem Bermuda Hogges, tym razem występującego na co dzień na czwartym szczeblu ligowym Stanów Zjednoczonych – USL Premier Development League.

## Kariera reprezentacyjna
W seniorskiej reprezentacji Bermudów Steede zadebiutował w 2003 roku, jeszcze jako zawodnik Devonshire Cougars. Pierwszą bramkę w kadrze narodowej strzelił natomiast trzy lata później, w 2006 roku. Wystąpił w czterech spotkaniach wchodzących w skład eliminacji do Mistrzostw Świata 2010, wpisując się na listę strzelców w wygranej 3:1 konfrontacji z Kajmanami, jednak ostatecznie jego drużyna nie zdołała się zakwalifikować na mundial. Wziął także udział w eliminacjach do Mistrzostw Świata 2014, podczas których pełnił funkcję kapitana swojej reprezentacji i strzelił bramkę w wygranym 2:1 spotkaniu z Barbadosem. Bermudczycy ponownie nie awansowali jednak na światowy czempionat.